# Take-Two Interactive
Take-Two Interactive Software Inc är en amerikansk utgivare och utvecklare av datorspel och datorspelstillbehör. Take-Two har två helägda dotterbolag, 2K Games och Rockstar Games. Företagets huvudkontor ligger i New York och dess internationella huvudkontor ligger i Windsor, Berkshire. Företaget har utvecklingsstudier i bland annat San Diego, Vancouver, Toronto och Novato, Kalifornien. Take-Two har utvecklat och utgivit många stora titlar, däribland Grand Theft Auto-, Midnight Club- Manhunt- och BioShock-serierna. Som ägare av 2K Games publicerar företaget dess populära 2K Sports-titlar. De agerade även utgivare för Bethesda Softworks The Elder Scrolls IV: Oblivion.
Den 11 november 2020 meddelades det att Take-Two skulle köpa den brittiska datorspelsutvecklaren Codemasters för 994 miljoner amerikanska dollar. Affären beräknades slutföras i början av 2021. Den 14 december meddelades dock att konkurrenten Electronic Arts (EA) hade kapat affären och de skulle köpa Codemasters för 1,2 miljarder dollar.
Den 10 januari 2022 meddelades att Take-Two hade avtalat att köpa samtliga aktier i Zynga i en affär som morsvarar ett bolagsvärde för Zynga om 12,7 miljarder USD.